# All That Remains
All That Remains este o formație heavy metal americană din Springfield, Massachusetts, formată în 1998. Au lansat nouă albume studio, un CD și DVD live și au vândut peste un milion de discuri în întreaga lume. În prezent, trupa este formată din vocalistul Philip Labonte, chitaristul ritmic Mike Martin și chitaristul principal Jason Richardson, Labonte fiind ultimul membru original rămas. În ciuda acestui fapt, formația trupei a rămas constantă de la lansarea Overcome din 2008 până la The Order of Things din 2015, care cuprinde patru albume. Această formație s-a schimbat, totuși, în septembrie 2015, când basista de multă vreme Jeanne Sagan a părăsit trupa, Patrick luându-i locul, și apoi din nou în februarie 2019, când trupa a confirmat că Jason Richardson se va alătura trupei pentru a-i înlocui. chitaristul principal și membru original decedat, Oli Herbert. În 2021, Aaron Patrick s-a despărțit de All That Remains pentru a se concentra pe cealaltă trupă a lui, Bury Your Dead.